# Список давньогрецьких поетес

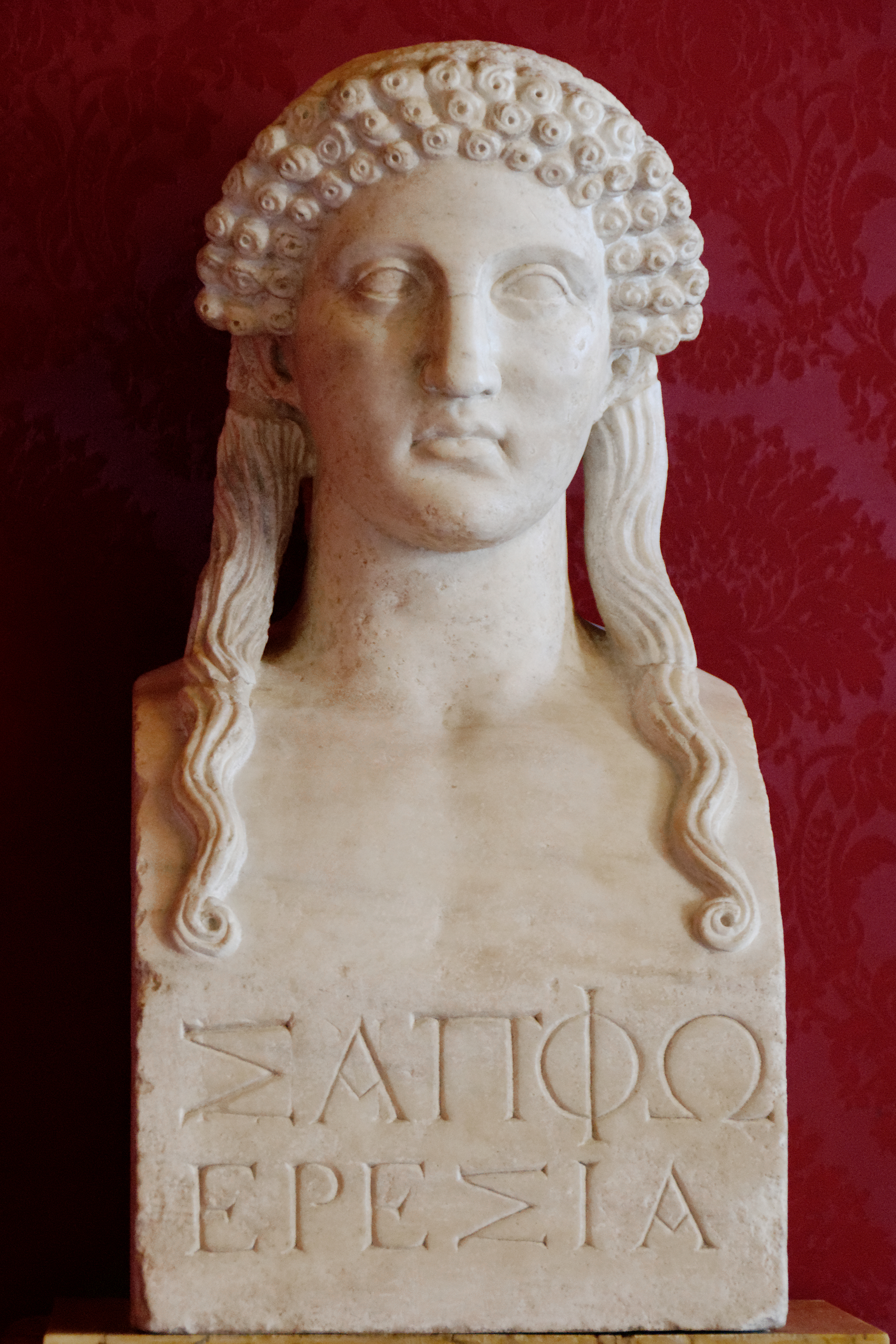
Погруддя Сапфо

Список давньогрецьких поетес включає легендарних та історично підтверджених поетес, які писали в античний період давньогрецькою мовою.

## Список
- Аніта Тегейська (III ст. до н. е.) — родом з Аркадії, авторка епіграм.
- Арістодама — дочка Амінти зі Смирни, отримала нагороди від етолійських міст Ламія і Халейона в 218/217 році до н. е.
- Аспасія — гетера, дружина Перикла, написала зокрема вірші, звернені до Сократа.
- Білітіс — вигадана сучасниця Сапфо, літературна містифікація XIX століття.
- Боео — поетеса з Дельфи, авторка гімну, згадуваного Павсанієм.
- Геділа — мати поета Геділа Самоського від Мелікерта, авторка поеми «Скілла».
- Дамофіла (VII ст. до н. е.) — сучасниця Сапфо, належала до еолійської школи.
- Еврідіка I Македонська — цариця, бабуся Александра Македонського. Збереглася її одна епіграма.
- Елефантида — гетера, авторка еротичного посібника.
- Ерінна (VI ст. до н. Е.) — померла у віці 19 років, можливо, дружила з Сапфо, написала вірші про померлу незадовго до весілля подругу Бавкіду.
- Клітагора — спартанка, заслужила прізвисько «жінка-Гомер», згадується Арістофаном.
- Клеобуліна (бл. 550 року до н. е.) — родом з Родосу, дочка Клеобула, одного з 7 мудреців.
- Корінна (V ст. до н. е.) — родом з Танагри (Беотія), довго жила у Фівах, перемогла на поетичному змаганні Піндара або ж була його наставницею.
- Мегалострата — спартанка, відома завдяки згадкам свого коханого Алкмана.
- Мелінна — грецька поетеса з Локр Епізіфірських в Італії, жила за часів Пірр або Першої пунічної війни.
- Мія — поетеса зі Спарти, якій приписують гімни на честь Аполлон та Артемідаи.
- Міро (III ст. до н. е.) — дружина етомолога Андромаха і дочка або мати трагіка Гомера.
- Миртіда — беотійська поетеса, наставниця Корінни.
- Носсіда (бл. 115—120 або 320—300 роки до н. е.) — родом з Локр в Південній Італії, одна із дев'яти давньогрецьких ліричних поетес.
- Праксилла (V ст. до н. е.) — давньогрецька поетеса, відома, головним чином, застільними піснями.
- Сапфо (630/612 — 572/570 до н. е.) — знаменита грецька поетеса, реформаторка поетичного жанру, авторка ліричної, зокрема, лесбійської поезії.
- Телесилла з Аргоса (VI ст. до н. е.) — одна із дев'яти давньогрецьких ліричних поетес.
- Фантасія — легендарна поетеса з Мемфіса, яка, за твердженнями деяких античних авторів, написала поеми  про Троянську війну та про повернення Одісея на Ітаку, які стали джерелом натхнення для Гомера.
- Філеніда — грецька поетеса, авторка посібника з сексу.